# Murgtal (St. Gallen)

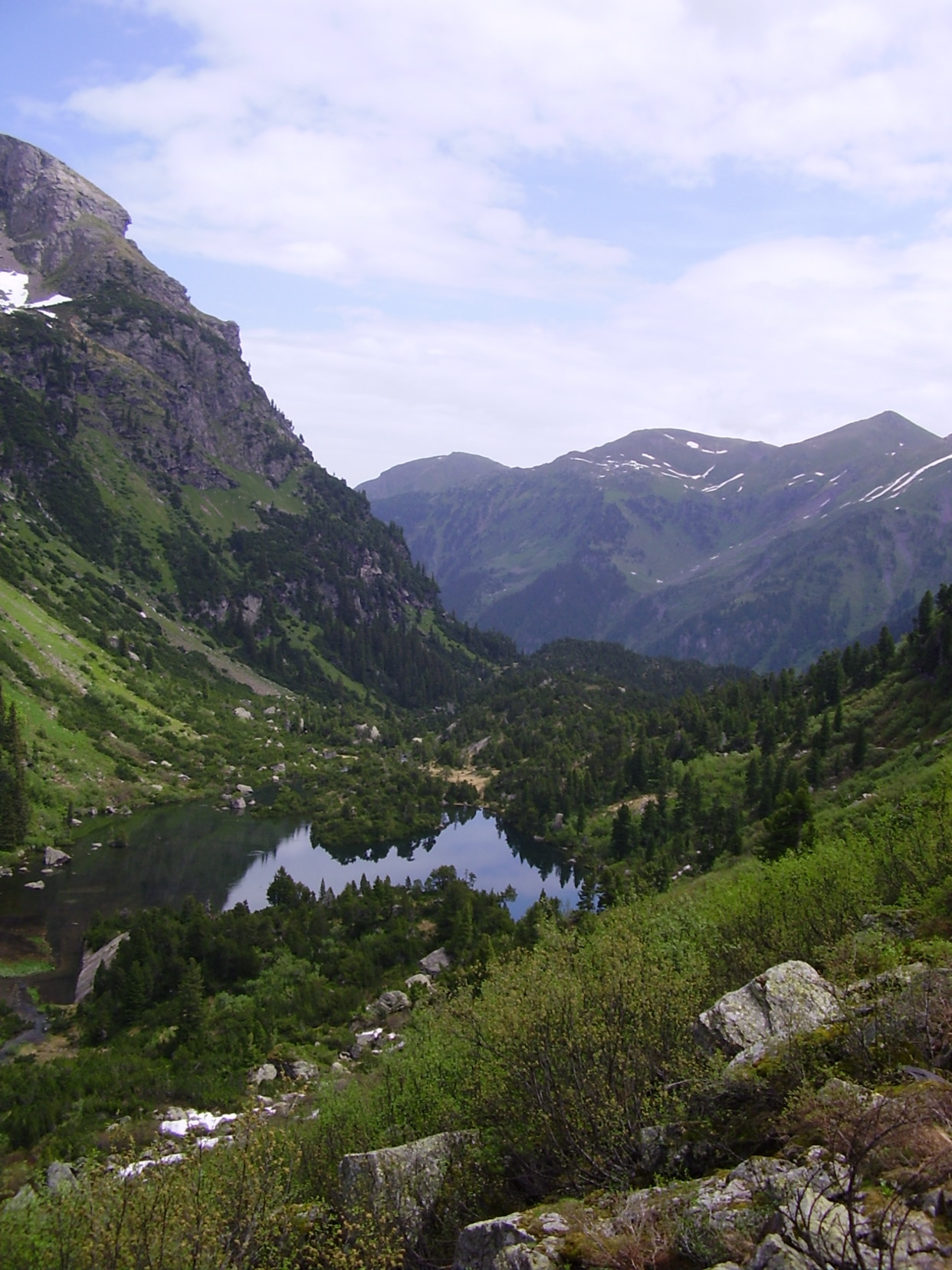
Murgtal; unten ist ein Teil des Unter Murgsees sichtbar

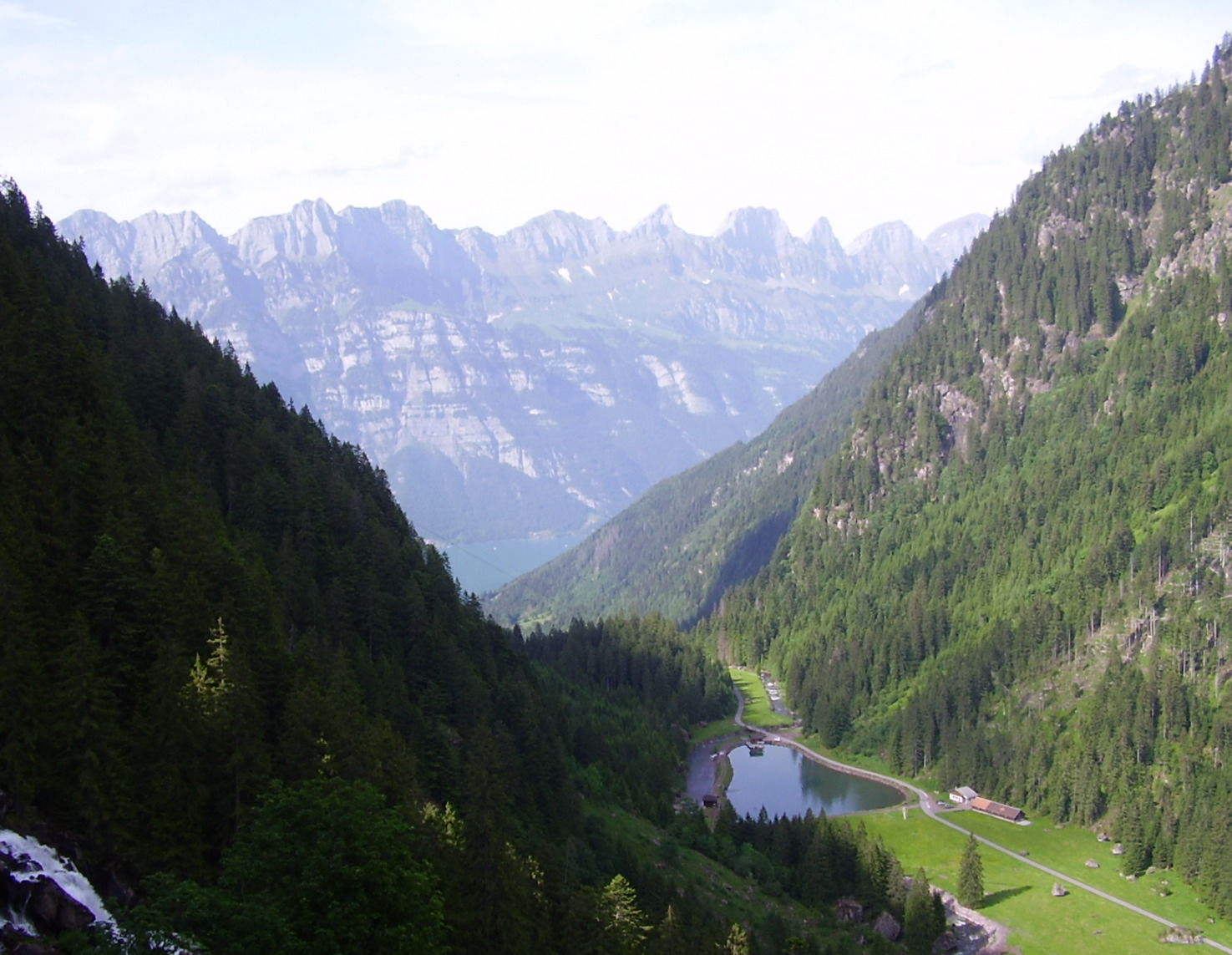
Unteres Murgtal, auf dem Weg vom Mürtschental ins Murgtal. Im Hintergrund die Churfirsten nördlich des Walensees

Das Murgtal im Kanton St. Gallen liegt in den Glarner Alpen südlich des Walensees und ist von Murg aus zu erreichen.
Das Tal wird vom Murgbach durchflossen, der in den Walensee mündet. Im oberen Teil des Tals durchläuft er die drei Murgseen. Das Murgtal besitzt mehrere Moor-, Sumpf- und Schwemmflächen. Ein Gebiet von 460 Hektar ist zudem als Arven-Reservat ausgeschieden.
Kurz vor Merlen mündet von links der das Mürtschental durchlaufende Gsponbach in den Murgbach. Im Murgtal dominieren wegen des anstehenden Granits saure Böden, im Mürtschental dagegen basische wegen des dort kalkhaltigen Untergrunds. Da Pflanzenarten oft auf ein nur enges pH-Wert-Intervall im Boden angewiesen sind, lässt sich in diesen beiden Tälern eine unterschiedliche Flora beobachten. Beispielsweise kommt im Murgtal die Rostblättrige Alpenrose vor, im Mürtschental jedoch die kalkliebende Bewimperte Alpenrose.